# メタス
メタス (METHUSS) は、「ガンダムシリーズ」に登場する架空の兵器。有人操縦式の人型機動兵器「モビルスーツ (MS)」のひとつ。初出は、1985年に放送されたテレビアニメ『機動戦士Ζガンダム』。
作中の軍事勢力の一つである反地球連邦政府組織「エゥーゴ」が運用する試作型可変モビルスーツ (TMS)で、黄色い機体色と背部から上方に伸びるモビルアーマー (MA) 形態時の機首、そして上半身と下半身が腹部の3本のパイプ（アクチュエーター）で接続されているのが特徴。レコア・ロンドや、主人公カミーユ・ビダンのガールフレンドであるファ・ユイリィが搭乗し、続編の『機動戦士ガンダムΖΖ』序盤まで活躍する。
本記事では、外伝作品などに登場するバリエーション機などについても解説する。

## 設定解説
エゥーゴとアナハイム・エレクトロニクス（AE社）による可変MS開発計画「Ζ計画」で開発された。
元々、AE社はU.C.0080年代から可変MSの実用化を模索していたが、Ζ計画に伴って本機もその開発計画に組み込まれた。アクシズとの技術交換で得られたガザCなどのデータによって設計されており、Ζガンダムなど後続の可変MSのトライアルを考慮している。開発の母体となったのはAE社に存在する作業用MSであり、それに簡易型の可変機構を組み込んで開発した「アニュス・デイ」をベースとして、さらに完成度を高めたのが本機である。遠距離対艦戦闘やドッグファイトを得意とするが、機体の耐久性から量産化は見送られた。
MS形態
頭部メインカメラは変形時の省スペース化への配慮からモノアイシステムを採用しており、2基のモノアイはそれぞれ水平方向と垂直方向に移動する。
変形機構の簡素化のため、胴体部はわずか3本のアクチュエーターのみで腰部と連結されている。それゆえに十分な強度を確保できず格闘戦にはあまり向かない機体となってしまったが、メンテナンス性は向上することとなった。
背部ユニットにはプロペラントタンクを内蔵している。MA形態時に機首となる先端部には各種センサーが設けられており、艦内移動時には前方に倒すことで省スペース化をはかる。
武装は前腕部にアーム・ビーム・ガン（出力2MW）が各1門装備されており、砲身を180度回転させて使用する。また、脛部にはラックが設けられており、片側に3基ずつ計6基のビーム・サーベル（出力0.5MW）が装備されている。このビーム・サーベルは、ヒートホーク状のビームを形成することもできる。なお、テレビ版『Ζガンダム』第23話などでは、頭部バルカン砲とうかがえる武装を使用している。また、第38話では左袖からグレネードを連射しているシーンが存在し、ゲーム・機動戦士Zガンダム エゥーゴvsティターンズではメタスのサブ兵器として搭載されている。
MA形態
頭部を背部ユニットに収納して腕部と脚部を折りたたみ、肩部と脚部を連結してMA形態となった後、3基のランディング・スキッドで着陸する。MA形態が本機の本来の形態であり、加速・運動性能は申し分なく、宇宙戦闘機としての高性能を示した。メタスの主形態はこちらであり、この形態では防御力に優れる。武装はアーム・ビームガン2基。なお、可変MSのΖIIとリゼルには、本機の変形機構を発展させたものが採用されている。

### 劇中での活躍
テレビ版『Ζ』第22話で初登場。おもにレコア・ロンド少尉がパイロットを務める。レコアがエゥーゴを離脱したあとは、それまで補欠要員であったファ・ユイリィ軍曹が後任パイロットに昇格している。第44話ではカツ・コバヤシが一時的に搭乗し、ジェリド・メサのバイアランを撃退する。
最終話まで、物語全編を通じて高い機動性を持つ一方、前線で戦うにはやや非力（火力不足）として描かれており、断続的に登場しては戦場の端々でそれなりに活躍する姿が描かれる。1号機、2号機はいずれもヤザン・ゲーブルのハンブラビにより撃破される。3号機はティターンズとの最終決戦でジ・Oを撃墜したΖガンダムとカミーユ・ビダン、損壊したガンダムMk-IIを回収し、アーガマへ帰投する。
劇場版『機動戦士Ζガンダム A New Translation』では、第2作から登場する。レコアが1号機のパイロットを務めた後、増加配備される2号機（劇中では「メタス2（ツー）」とも呼称される）はファがパイロットを務める。テレビ版と異なり有用な支援機として描かれているほか、アーガマ内では背部ユニットを前方へ倒したMSとMAの中間形態も描かれている。1号機が、アポリーのΖガンダムやGディフェンサーなどと共にアーガマへ直接搬入される。終盤では、テレビ版でゲルググのレプリカ機が行っていた百式のメガバズーカランチャーのエネルギー供給役という危険な任務を遂行し、ヤザンのハンブラビに追い込まれたカミーユのΖガンダムをガザC隊の砲撃網をくぐり抜けながらMA形態で救出して曳航するなど、機動力の高さが描かれている。第3作では、ヤザンのハンブラビに挑むものの、テレビ版同様にレコアが行動不能となり、撃墜される。後に増加配備された2号機にはファが搭乗することとなり、以降の全作戦に従事している。
『ΖΖ』では、グリプス戦役で受けた損傷をほぼ未修理のままネオ・ジオン軍と戦い（第7話のみトーレスが搭乗）、回を追うごとにさらなるダメージを受けていき（背部ユニット〈MA形態時の機首部分〉の破損、およびバーニアの故障、敵MSにちぎり取られた左手首など）、ついにはガザDとの戦いで上半身と下半身が真っ二つになってしまう（第7話）。Ζガンダムを支援しようと上半身のみのまま出撃するが、Ζガンダムをかばう形で攻撃を受けて操縦不能となり、サイド1の方向に流されたこともあってパイロットのファごと放棄された（第10話）。ファは予測通り救出されていたが、機体がどうなったかは不明である。
漫画『機動戦士ガンダムΖΖ外伝 ジオンの幻陽』では、宇宙世紀0088年10月のエゥーゴによるアクシズ攻略作戦で数機確認されている。本作戦ではソーラ・システムIIの運用が予定されていたためにビーム撹乱幕形成の必要性が生じ、ΖIIやパブリクを中心とした突撃機部隊「キリシマ突撃中隊」に編成される。当機はトリコロールで塗装されており、ビーム撹乱弾頭が1基搭載されている。
書籍『ガンダムMSグラフィカ』百式編では、50機ものメタスをネオ・ジオンに納入したとする、元AE社社員コーディ・L・ナカージのエピソードが描かれている。しかし、その証言内容は支離滅裂であり、証拠となるサザビーの後ろに陳列されたメタスの画像（青い1機と緑の4機が確認できる）についての説明もないため、真偽のほどは定かでない。
漫画『機動戦士ガンダムF90 ファステストフォーミュラ (F90FF)』では、0116年にサイド1コロニー「バーラト」で暴動を起こしたエゥーゴOBのMSとして、リック・ディアスとともに3機が登場。コロニー内で特殊部隊「ファステストフォーミュラ (FF)」のカナタ・サワメのガンダムF90 2号機に殲滅される。
ゲーム『スーパーロボット大戦シリーズ』では、原典における機動力を反映した高い移動力や非力な武装に加え、ゲームオリジナルの機能として、他の機体へ密接した際にそのHPを回復させる修理機能も有している。
ゲーム『ガンダムバトルシリーズ』では、内蔵ビームガンの連射制限がなく弾数分の連射が可能であり、Iフィールドを突破できるほどの火力を誇る。スペシャルアタックには、「ビームサーベル6本を両手に3本ずつ構え、両腕を交差させて同時に投擲する」というモーションの技がある。

## バリエーション

### メタス［エーヴィ・アルヴァ専用機］
雑誌企画『ADVANCE OF Ζ 刻に抗いし者』に登場するエゥーゴの可変MS（型式番号：MSA-005）。
可変試作機のメタスを実戦用として改修した機体であり、エーヴィ・アルヴァが搭乗する。MA形態での火力強化のため、脚部に各3基ずつあったビーム・サーベルのうち中央の1基を残し、あとの2基をビーム・ガンに換装したほか、以下のものが追加されている。
- 腰部と膝部に増加装甲
- 両肩部にウイング状のフレキシブル・バインダー
- バックパックにMS取り付き用のグリップ（MA形態をサブフライトシステムとして運用するため）

カラーリングはガンダム［ケストレル］に近い白・青・黄のトリコロールとなっている。
機体デザイン
『刻に抗いし者』の著者・神野淳一が提示した文字設定を元に、モデラーのNAOKIが製作した模型作例がそのまま正式デザインとなっている。

### メタス［重装備仕様］
ゲーム『機動戦士ガンダム バトルオペレーション2』に登場するエゥーゴの可変MS。
実戦では不足気味なメタスの火力を補うために武装を追加した仕様。
アーム・ビーム・ガン、ビーム・サーベルに加え、MS形態で使用できる投擲兵装のフラッシュグレネードと背部に2門のクレイ・バズーカを装備。
MA形態では背面のクレイ・バズーカをそのまま発射でき、MS形態では2門同時に構えて斉射する。

### ガンキャノン・ディテクター
メカニックデザイン企画『Z-MSV』で設定され（初出は雑誌『B-CLUB』第8号）、のちに小説・アニメ『機動戦士ガンダムUC』にも登場。
エゥーゴが支援組織であるカラバから「ゲリラ戦に適した砲兵的なMS」という要望を受け、AE社に発注した機体。地上戦に対応した設計がされており、安定した射撃性能が求められたため、メタスのムーバブルフレームを転用しており、これを利用して瞬時に射撃姿勢をとることが可能。外装はほぼ新規に設計されている。
名称はカラバのリーダーであるハヤト・コバヤシの一年戦争時の搭乗機であるガンキャノンにちなんでおり、塗装も同様に赤を基調としている。当初、完成した2機がシャトルから北米地区へ投下された結果、1機は着地を失敗して全壊するが、もう1機はほとんど損傷がなく、そのままカラバの戦力に加えられたという。第1次ネオ・ジオン抗争終結後は連邦軍の戦力として編入されており、複数機が確認されている。
武装
ビーム・キャノン
バックパックから両肩口に1門ずつ装備。出力4.7メガワット。一部の量産機に装備されていた高出力のビーム砲をベースに、改良したシステムを搭載している。ジェネレーター直結が基本仕様だが、予備回路としてエネルギーCAPシステムも装備している。なお、137ミリロケット砲を装備するプランもある。
ビーム・ガン
左あるいは右肩に装備。出力2.3メガワット。ジェネレーター出力の関係上、通常はいずれか1門とされる。近接戦闘に対応したセミ・オートとなっており、威嚇や牽制をおこなう。
ビーム・ライフル
専用の携行武装で、銃身下部にグレネード・ランチャーを装備可能。出力2.7メガワット。カラバが保有していた複数のビーム用デバイスをまとめたもので、独自のセンサー方式による照準器をもち、急造ではあるものの高度な射撃性能を誇る。複数の機能や用途をもつ装備として、以降の装備調達の検証にも貢献している。
バルカン砲
頭部に2門装備。口径は30ミリとも60ミリともいわれ、ネモなどに採用されていた標準的なシステムともいわれる。
なお、両腰アーマー内側にグレネードあるいは137ミリロケット砲の弾体を4発ないし5発ずつ装着できる。
劇中での活躍
小説・アニメ『UC』では、宇宙世紀0096年にトリントン基地防衛の任務に就いており、ジオン残党軍と交戦する。アニメ版では2機が登場し、1機はドダイやベースジャバーを対空砲火で次々と撃墜するも、ホバー移動で急襲してきたドム・トローペンとドワッジとディザート・ザクには対応しきれず、一方的に撃破されている。
雑誌企画『ADVANCE OF Ζ 刻に抗いし者』では、宇宙世紀0087年にガウ改級輸送機アトバラナの搭載機として登場。北米戦線で運用されるほか、キリマンジャロ基地攻略戦にも参加している。
漫画『機動戦士ガンダムΖΖ外伝 ジオンの幻陽』では、宇宙世紀0088年8月のネオ・ジオンによる地球侵攻作戦の際に北米ニューヤーク基地防衛の任務に就いている。
漫画『ダブルフェイク アンダー・ザ・ガンダム』では、宇宙世紀0090年にネモIII、バージムと共にコロニー防衛のために出撃している。
漫画『F90FF』では、0116年にサイド1「バーラト」で暴動を起こしたエゥーゴOBのMSの1機として、鎮圧に出撃したFF隊をネモIIIやバージムとともに宇宙で迎え撃つが、損傷しパイロットは投降する。
デザイン
デザインは藤田一己。『UC』ではカトキハジメによってリファインされ、頭部やビーム・ライフルの形状など細部が変更されたほか、配色もコクピットハッチ以外は濃紺を基調としたものへ変更されている。
当初の設定画にラフが描かれている射撃姿勢は、股間部の地上固定用マウントは下に倒れるだけで、さらにバックパックからアウトリガーが伸びるものの、ほとんど体育座りのような姿勢だった。アニメ版『UC』でも同様の姿勢を再現する予定だったが、最終的には股間部マウントがアームで伸びた（アウトリガーはない）片膝立ちの姿勢に変更された。

### メタス改
『Ζ-MSV』で設定された。メタスの砲撃戦仕様。
メタスの強化型として設計され、砲撃戦での運用を想定されていたが、設定段階で開発計画は中止になったとされる。メタスの実戦運用化に当たり、ガンキャノン・ディテクターとは別のアプローチで砲撃戦を想定した機体と評する媒体もある。
機体構造と武装が強化されており、各部関節の強度も高められている。資料によっては構造材や電子機器の大半が新規設計であると記述されている。MA形態の機首にハイ・メガ・キャノンを搭載し、MS形態でも水平発射が可能。火力やチャージにかかる時間はΖΖガンダムのものにおよばないが、当時のMS用火器としては最大級の火力があったとされる。また、ハイ・メガ・キャノンの水平発射を可能としたのは機体構造の強化によるものが大きいとする資料もある。
ゲーム『スーパーロボット大戦リンクバトラー』に登場する機体は「アームバルカン」という名称の近距離用武装を装備している。
ゲーム『機動戦士ガンダム バトルオペレーション2』に登場する機体は、初期状態の主兵装として百式用のビーム・ライフルを装備している。ほかの兵装を使用する際には左前腕部甲に後ろ向きにマウント、MA形態では機体下部に装備して使用が可能。所持している場合は主兵装をΖIIと共用のクレイ・バズーカ2丁に変更することもできる。また、装備位置は描写されていないがフラッシュ・グレネードも使用可能。
デザイン
デザインは藤田一己。
藤田一己が『Ζ』放送当時に雑誌『月刊OUT』に連載していた記事「Ζワールド 宇宙世紀0087へのアプローチ」において、メタスがΖガンダムの雛形だとしたらというコンセプトで描かれたバストアップのイラストの機体と頭部形状が一部共通している。。
MA形態の設定画は確認されていないが、『SDガンダム GGENERATION』シリーズや『ギレンの野望 アクシズの脅威V』をはじめとするゲームではMA形態を見ることができる。

設定の変遷
文字設定の初出である『MS大全集』では、誤植により同頁のガンキャノン・ディテクターと解説文が入れ替わっており（同時期に発刊された『ENTERTAINMENT BIBLE (EB)』シリーズが正しい）、同シリーズではガンキャノン・ディテクターの項目に「ハイ・メガ・キャノンの水平撃ち」や「関節の強化」が記載されたまま長らく修正されていない。加えてEBシリーズを含め、型式番号をメタスのMSA-005とするところをネモIIのMSA-004と誤記されている。のちの資料では、これらの誤りをそのまま踏襲したものも多い。また、この誤植には「カラバに送られて地上戦で活躍した。」という記述も含まれており、メタス改がカラバの機体であることを前提に解説をしている資料集も存在する。
『機動戦士ガンダムMS大全集2013』では、以前の版に記載されていたメタス改の「砲撃戦仕様」「キャノンの水平撃ちが可能」という記述とネモIIIの「武装強化型」「火力、運動性、防御力すべての面で強化」という記述が入れ替わっており、その後に発行された『新訳MS大全集』においてもこの誤りが踏襲されている。

### メタス・マリナー
アニメ『機動戦士ガンダムΖΖ』に登場する予定だったエゥーゴの試作型水陸両用可変MS。初出は大日本絵画・刊行のムック『GUNDAM WARS II MISSION ΖΖ』。カトキハジメのMSデザインのデビュー作の1つとなる予定でもあった。
第一次ネオ・ジオン抗争時、アクシズによる地球降下作戦に対抗するため、エゥーゴも地球降下からそのまま拠点制圧を目的としたMSの開発を急いだ。そこで大気圏突入からそのまま水中戦に移行できるMSとしてメタスを改良し、水中用装備を施されたのがメタス・マリナーである。大気圏突入には機体下部に専用のフライングアーマーを装着し、着水後はボートとしても利用でき、排除することで潜水を行う。頭部はバイザータイプのものに換装され胸部の張り出しがないものに変更された。背部には大型ハイドロシステムを装備し水中では高い運動性を誇る。股間部および脚部リアアーマーには計3基のスタビライザーが設置されている。爪先部にはセンサーが増設され、整流を考慮した形状に変更されている。
武装はアームビームガン2門。格闘戦用に4本のクローを装備する。その他ビームサーベル6基、サブロックを装備するという資料が存在するがその存在は明らかになっていない。
先行量産機がロールアウトした時点ですでに戦局は宇宙へ移ってしまっていたため量産化には至らなかった。
MA形態
基本的にベース機であるメタスと同様の変形シーケンスを行う。腕部のクローを収納し、スタビライザーを展開する。機体背部に設けられたシャックルで2機のMSの曳航が可能である。
備考
デザインはカトキハジメ（当時は「かときすなを」）によってある程度描かれていたが、本編での未使用が決まったため、専用のフライングアーマーのデザイン画は描かれなかった。デザイン画を元にモデラーの長谷川保吉により1/144の立体作例が製作された。スペックはその作例のページに掲載されたもののみである。また、カプセル玩具「ガシャポン戦士」でもNo.482としてラインナップされている。

### メタスX-1
矢立文庫のWEB企画『アナハイム・ラボラトリー・ログ』に登場。
メタスの完成後、同機のさらなる発展性を探求するため、AE社ではいくつかのコンセプト・チームが用意されている。その1つが「大気圏内での制空性能をもつ可変MSの開発」というコンセプトをもつ本機である。
開発はキャリフォルニアベースでおこなわれ、元ハービック社のスタッフが多く参加している。MA形態が制空戦闘機そのままと言える形状となるのが特徴で、これにより高高度への到達、高速での飛行、飛行中の機動性の高さを獲得している。テール・スタビレーターはのちのΖプラスなどにも採用されている。また、マグネット・コーティングの採用により変形は0.5秒で完了する。
まずは可変機構をもたないMA形態の試作機が製作され、既存の戦闘機との模擬空中戦をクリアし、音速飛行も難なくこなしている。これを踏まえ、変形可能な試作機が開発されるが、「音速飛行中のMS形態への変形」の実験の際に空中分解を起こし、コックピット・ブロックが緊急射出されパイロットは無事であったものの、開発は中止される。しかし、それまでに得られたデータはΖプラスA1型の大気圏内での飛行性能向上に貢献している。
武装はMA形態の翼下への懸架式のものや、内装式のものが予定されていたが、実現前に開発が終了している。

### メタスX-2
『アナハイム・ラボラトリー・ログ』に登場。
X-1が大気圏内での運用を重視していたのに対し、本機は大気圏内と宇宙空間の両方での運用を目的とし、さらに長距離移動性能とMS・MA両形態での戦闘性能を併せ持つ、可変MSとしての総合性能を求めた機体である。
開発はAE社グラナダ支部でおこなわれ、MIP社から引き抜かれたスタッフも参加している。MS形態ではムーバブル・フレームがむき出しになるほどの大幅な軽量化によって機動性を向上、両肩の大型メガ粒子砲で砲撃をおこなうヒット&アウェイの戦法をとる。膝アーマーにビーム・サーベルを装備するが、装甲が薄いため近接戦闘能力は高くない。MA形態はあくまで移動手段として特化しており、オプションで大型の長距離ブースターも装備する。
本機は開発当時すでに実戦参加していたギャプランに酷似しており、MA形態は航宙戦闘機として高い水準をほこるが、コンパクトな機体に大型メガ粒子砲を装備したことで機体のバランスが悪く、さらに対MS戦闘における機体の脆弱さなど、改良すべき課題が多い機体となっている。テストを終えた試作機は、カラバに引き渡されその後も研究材料となっている。

### メタスX-3
『アナハイム・ラボラトリー・ログ』に登場。
拠点攻略用の機体で、MS単体では難しい防空（防宙）施設の制圧を、可変機構の併用によって可能とすべく設計されている。X-2とは別の旧MIP社のスタッフと、モビル・フォートレスの研究チームによりコンセプトが提出されており、X-2と一部パーツの互換性や、データの共有が図られている。
X-2とは正反対に重装甲で身を固めており（腹部フレームはむき出しのまま）、対空攻撃に対する防御性能が高められている。対地攻撃用に各部にミサイルを内蔵、一度に複数の目標への攻撃が可能となっている。MA形態での運用を前提としているが、通常MSより大型なナックル・ガード付きの特殊マニピュレーターを装備しており、MS形態での打撃による施設破壊も検討されている。背部には大型メガ粒子砲を装備、MA形態の主武装となるが、MS形態でも前傾姿勢で使用が可能である。
X-2とX-3による拠点攻略における連携運用も想定されており、ブースターも同じものを使用する。試作機が製作されテストがおこなわれており、そのコンセプトが評価されてメタス改へ再設計されている。